# Uhldingen-Mühlhofen

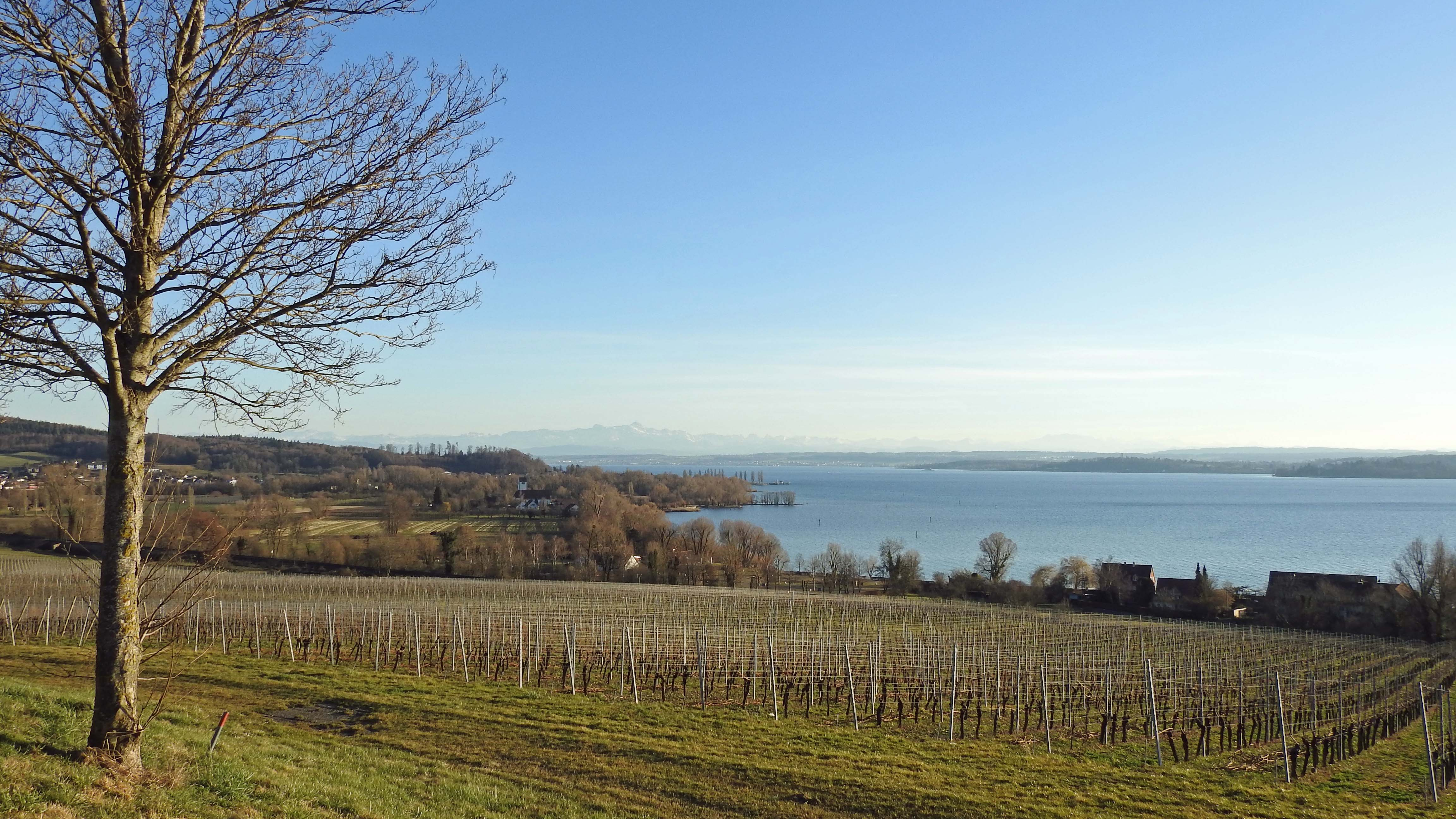
Seefelden mit Bodensee von Norden

Uhldingen-Mühlhofen ist eine Gemeinde im Bodenseekreis, in Baden-Württemberg, Deutschland. Die Gemeinde ist staatlich anerkannter Erholungsort.

## Geographie

### Geographische Lage
Uhldingen-Mühlhofen liegt am Nordufer des Bodensees etwa sieben Kilometer östlich von Überlingen und drei Kilometer westlich von Meersburg, mit Blick auf die Insel Mainau, den Bodanrück und nach Süden in die am anderen Ufer angrenzenden Ländern Schweiz und Österreich, auf das Alpenmassiv. Die Gemeindefläche beträgt 15,66 Quadratkilometer. Zwischen der Ortschaft Unteruhldingen (südwestlicher Gemeindeteil von Uhldingen-Mühlhofen) im Süden und dem Weiler Seefelden (westlicher Gemeindeteil von Uhldingen-Mühlhofen) im Norden fließt die Seefelder Aach im Naturschutzgebiet Seefelder Aachmündung in den Überlinger See (Nordwestteil des Obersees). Das rund 55 Hektar große Naturschutzgebiet ist Lebensraum zahlreicher seltener und zum Teil vom Aussterben bedrohter Fische, Insekten, Wasservögel, Reptilien und Amphibien. Als Tierbestand ist der Haubentaucher und die Tafelente, als Pflanzen die Silberweide und der Gewöhnliche Schneeball zu nennen.

### Gliederung
Die Gemeinde Uhldingen-Mühlhofen entstand durch den Zusammenschluss der früheren selbstständigen Gemeinden Oberuhldingen, Mühlhofen und Unteruhldingen im Zuge der Gemeindereform in Baden-Württemberg. Sie setzt sich zusammen aus den Ortsteilen Mühlhofen (mit dem Weiler Gebhardsweiler, dem Gehöft Hallendorf und den Häusern Im Fölle), Oberuhldingen (mit den Weilern Obermaurach und Seefelden, dem Gehöft Oberhof und den Häusern Birnau, Reißmühle, Schloss Maurach und Wilhelmshof) und Unteruhldingen. Mit einer Fläche von 811 Hektar bildet Oberuhldingen das Zentrum der Gemeinde und deren bevölkerungsreichsten Ortsteil. Unteruhldingen ist ein verkehrsberuhigter Erholungsort und bildet den touristischen Mittelpunkt der Gemeinde.
| Wappen         | Teilort        | Fläche |
| -------------- | -------------- | ------ |
| Mühlhofen      | Mühlhofen      | 631 ha |
| Oberuhldingen  | Oberuhldingen  | 811 ha |
| Unteruhldingen | Unteruhldingen | 122 ha |

### Klima
Uhldingen-Mühlhofen hat ein sonniges Klima   mit 2077 Sonnenstunden im Jahr 2008, das sind die drittmeisten in Deutschland. Die Wetterstation Unteruhldingen-Pfahlbaumuseum (47° 43′ 48″ N, 9° 13′ 48″ O; 398 m ü. NN), die diese Daten lieferte, ist vom Wetterdienst Meteomedia vernetzt.

## Geschichte

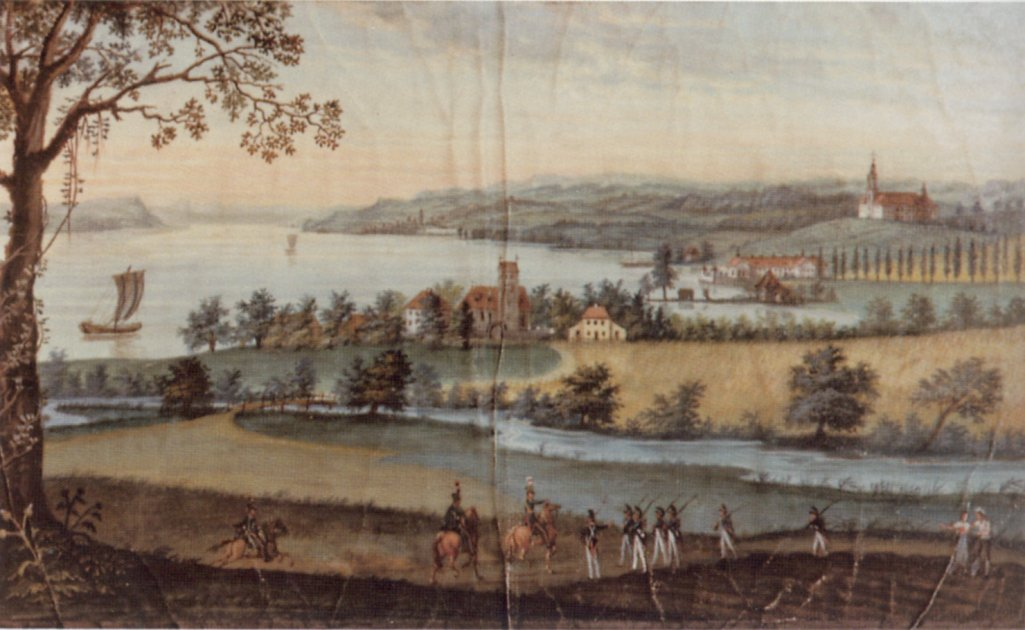
Seefelden, Maurach und die Wallfahrtskirche Birnau um 1809

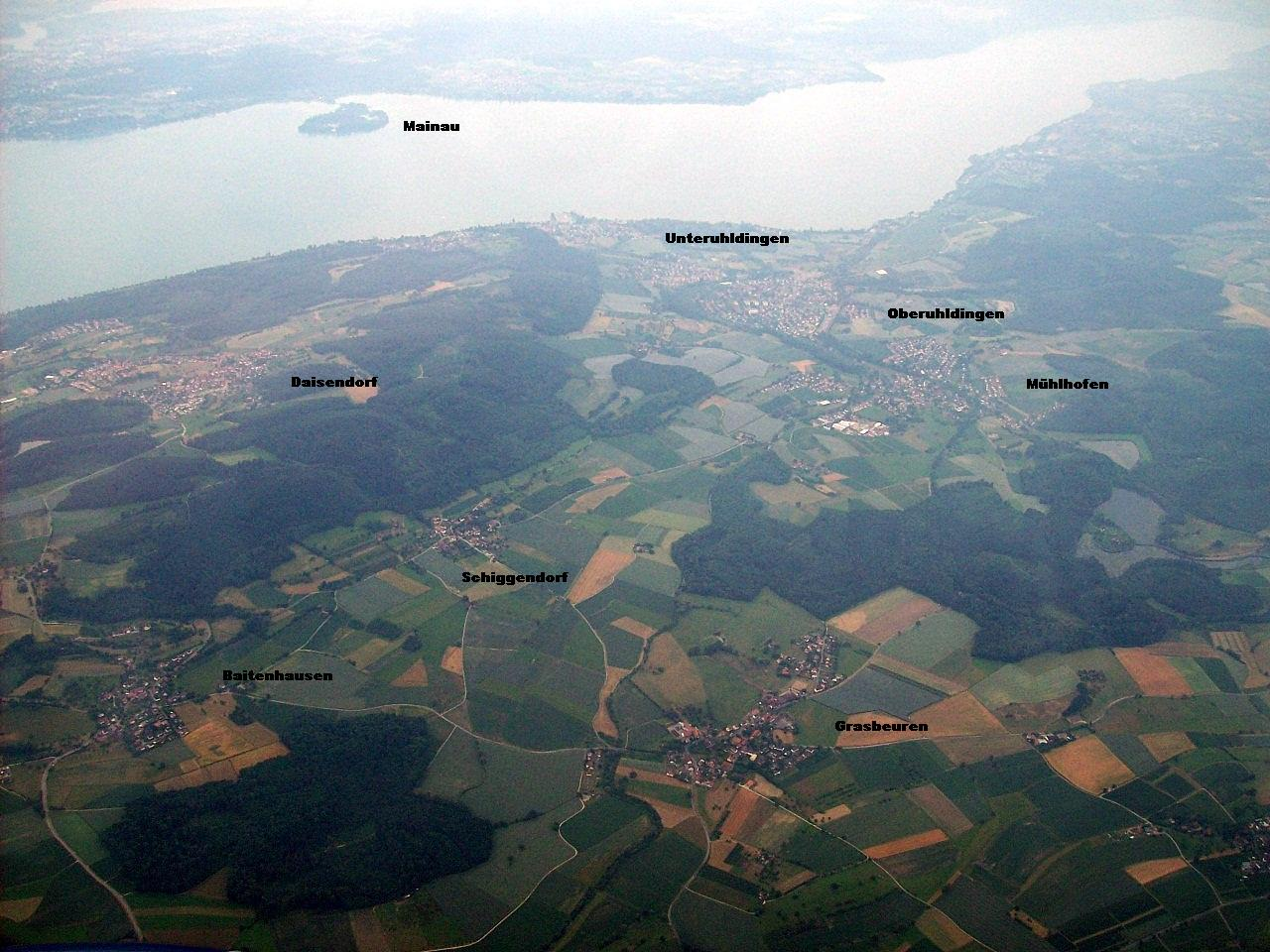
Luftbild der Gemeinde und der Insel Mainau im Hintergrund

### Bis zum 19. Jahrhundert
Das Bodenseeufer in der Gegend von Unteruhldingen war nachweislich bereits in der Steinzeit und der Bronzezeit, also zwischen 4000 und 850 Jahren vor Christus, von Jägern und Fischern besiedelt, wie archäologische Funde belegen. Zur Zeit des Römischen Reiches mag es dort eine Hafenanlage gegeben haben; Münzfunde aus dem 1. Jahrhundert n. Chr. sprechen dafür. Oberuhldingen lag an dem Römerweg von Meersburg ins heutige Salemer Tal. Dort wurden auch Reste eines römischen Gutshofs gefunden.
Die Pfarrei Seefelden wurde möglicherweise bereits im 7. Jahrhundert gegründet (urkundlich erwähnt wurde sie erstmals 1165) und gehört mit Bermatingen, Aufkirch und Kloster Reichenau zu den Urkirchen des nördlichen Bodenseegebiets, wäre also ein Zeuge der ersten Christianisierungswelle durch das Fränkische Reich. Sie war dem Bischof von Konstanz unterstellt.
Der Ortsname Uhldingen ist 1058 als Oweltinga/Ouweltingen erstmals urkundlich belegt; später Uoldingen und Ueldingen. Der Ort trägt den Namen des Sippenältesten Owalt aus alemannischer Zeit. Mühlhofen wird erstmals 1165 als Mulnhoven erwähnt.
Im 12. Jahrhundert begann die Reichsabtei Salem, in Uhldingen und Umgebung gezielt Besitz anzukaufen. Vermutlich in Seefelden wurde 1227 ein Kloster der Zisterzienserinnen gegründet, das unter Salemer Obhut stand. Wenige Jahre später wurde es auf Veranlassung des Salemer Abtes Eberhard von Rohrdorf nach Baindt verlegt.
1348 suchte die Pest die Gegend heim; zwei Bildstöcke im Flurgebiet Herberge erinnern daran.
Am Hügel Zihlbühl, in der sogenannten Knappenhöhle, wurde im Mittelalter nach Gold gegraben, das sich in dem weichen Molassesand jedoch nur in spärlichen Mengen fand.
Auf dem unteren Lichtenberg stand eine Burg, die 1499 im Schwabenkrieg zerstört und 1525 abgetragen wurde. Sie war der Sitz der Herren von Oberrieden.

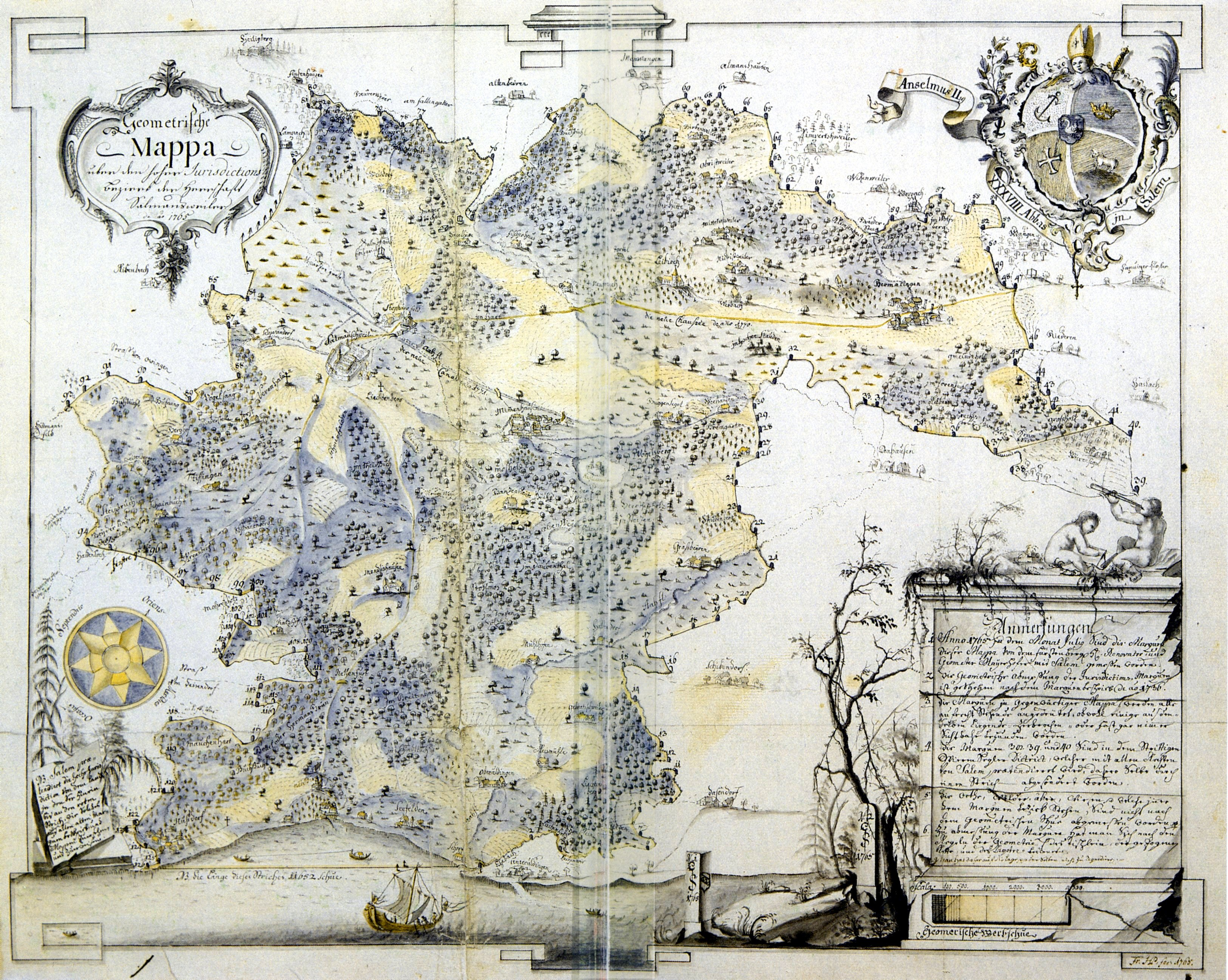
Das Salemer Gebiet um 1765
Im unteren Bereich ist das Bodenseeufer zu sehen, das von Nußdorf bis kurz vor Unteruhldingen zu Salem gehörte

Ab 1264 gehörten die Dörfer Oberuhldingen, Mühlhofen und Seefelden zum Territorium der Reichsabtei Salem. Unteruhldingen lag auf dem benachbarten Gebiet der Grafschaft Heiligenberg, die ab 1516 dem Fürstenhaus Fürstenberg gehörte. Für das Jahr 1175 dokumentiert eine Urkunde von Kaiser Friedrich Barbarossa den bestehenden Schiffsverkehr zwischen Unteruhldingen und Konstanz. Seit 1222 werden die Ortsteile (Unter-)Uhldingen als Hafen und Oberuhldingen unterschieden.
Die Hafenorte Maurach und Unteruhldingen waren Warenumschlagplätze für Güter aus dem Salemer Tal und für das Salz, das Salem aus den klostereigenen Salzminen im Salzkammergut importierte. Ein versunkenes Salzschiff liegt heute noch auf dem Grund des Sees vor der Unteruhldinger Schiffslandestelle. Auch der Bischof von Konstanz hatte hier Besitz. Ab 1733 war der Uhldinger Hafen der Hauptausfuhrhafen der Grafschaft Heiligenberg.
Nach der Säkularisation 1803/1804 gingen die Orte an das Großherzogtum Baden über und wurden zu den selbständigen Gemeinden Oberuhldingen, Unteruhldingen und Mühlhofen.

### Eingemeindungen
Von 1939 bis zur Kreisreform 1973 gehörten diese Gemeinden dem Landkreis Überlingen an, seither dem Bodenseekreis. Am 1. Januar 1972 wurden Unteruhldingen, Oberuhldingen und Mühlhofen zur Gemeinde Uhldingen-Mühlhofen zusammengeschlossen.

### Einwohnerentwicklung
| Jahr      | 1871 | 1900  | 1933  | 1950  | 1961  | 1970  | 1987  | 1991  | 1995  | 2005  | 2010  | 2011 (Zensus) | 2015  |
| Einwohner | 888  | 1.752 | 1.734 | 2.433 | 3.194 | 4.539 | 5.521 | 6.480 | 7.243 | 8.003 | 7.910 | 7.809         | 8.068 |

## Politik

### Verwaltungsverband
Uhldingen-Mühlhofen hat sich mit der Stadt Meersburg und den Gemeinden Daisendorf, Hagnau und Stetten zu einem Gemeindeverwaltungsverband zusammengeschlossen.

### Gemeinderat
Der Gemeinderat in Uhldingen-Mühlhofen besteht aus den 18 gewählten ehrenamtlichen Gemeinderäten und dem Bürgermeister als Vorsitzendem. Der Bürgermeister ist im Gemeinderat stimmberechtigt.
Die Kommunalwahl am 9. Juni 2024 führte zu folgendem Ergebnis.
| Parteien und Wählergemeinschaften | Parteien und Wählergemeinschaften           | % 2024  | Sitze 2024 | % 2019 | Sitze 2019 | Kommunalwahl 2024 %403020100 30,74 %18,97 %18,24 %15,35 %11,57 %3,21 %1,92 % JBFWCDUBUFSPDFDPAWGGewinne und Verlusteim Vergleich zu 2019 %p 8 6 4 2 0 −2 −4 −6 −8+6,44 %p+4,37 %p+1,24 %p−4,55 %p+0,27 %p−1,69 %p−6,18 %pJBFWCDUBUFSPDFDPAWG |
| JB                                | Junge Bürger                                | 30,74   | 6          | 24,3   | 4          | Kommunalwahl 2024 %403020100 30,74 %18,97 %18,24 %15,35 %11,57 %3,21 %1,92 % JBFWCDUBUFSPDFDPAWGGewinne und Verlusteim Vergleich zu 2019 %p 8 6 4 2 0 −2 −4 −6 −8+6,44 %p+4,37 %p+1,24 %p−4,55 %p+0,27 %p−1,69 %p−6,18 %pJBFWCDUBUFSPDFDPAWG |
| FW                                | Freie Wähler                                | 18,97   | 3          | 14,6   | 3          | Kommunalwahl 2024 %403020100 30,74 %18,97 %18,24 %15,35 %11,57 %3,21 %1,92 % JBFWCDUBUFSPDFDPAWGGewinne und Verlusteim Vergleich zu 2019 %p 8 6 4 2 0 −2 −4 −6 −8+6,44 %p+4,37 %p+1,24 %p−4,55 %p+0,27 %p−1,69 %p−6,18 %pJBFWCDUBUFSPDFDPAWG |
| CDU                               | Christlich Demokratische Union Deutschlands | 18,24   | 3          | 28,8   | 3          | Kommunalwahl 2024 %403020100 30,74 %18,97 %18,24 %15,35 %11,57 %3,21 %1,92 % JBFWCDUBUFSPDFDPAWGGewinne und Verlusteim Vergleich zu 2019 %p 8 6 4 2 0 −2 −4 −6 −8+6,44 %p+4,37 %p+1,24 %p−4,55 %p+0,27 %p−1,69 %p−6,18 %pJBFWCDUBUFSPDFDPAWG |
| BUF                               | Bürger- und Umweltforum                     | 15,35   | 3          | 19,9   | 4          | Kommunalwahl 2024 %403020100 30,74 %18,97 %18,24 %15,35 %11,57 %3,21 %1,92 % JBFWCDUBUFSPDFDPAWGGewinne und Verlusteim Vergleich zu 2019 %p 8 6 4 2 0 −2 −4 −6 −8+6,44 %p+4,37 %p+1,24 %p−4,55 %p+0,27 %p−1,69 %p−6,18 %pJBFWCDUBUFSPDFDPAWG |
| SPD                               | Sozialdemokratische Partei Deutschlands     | 11,57   | 2          | 11,3   | 2          | Kommunalwahl 2024 %403020100 30,74 %18,97 %18,24 %15,35 %11,57 %3,21 %1,92 % JBFWCDUBUFSPDFDPAWGGewinne und Verlusteim Vergleich zu 2019 %p 8 6 4 2 0 −2 −4 −6 −8+6,44 %p+4,37 %p+1,24 %p−4,55 %p+0,27 %p−1,69 %p−6,18 %pJBFWCDUBUFSPDFDPAWG |
| FDP                               | Freie Demokratische Partei                  | 3,21    | 1          | 4,9    | 1          | Kommunalwahl 2024 %403020100 30,74 %18,97 %18,24 %15,35 %11,57 %3,21 %1,92 % JBFWCDUBUFSPDFDPAWGGewinne und Verlusteim Vergleich zu 2019 %p 8 6 4 2 0 −2 −4 −6 −8+6,44 %p+4,37 %p+1,24 %p−4,55 %p+0,27 %p−1,69 %p−6,18 %pJBFWCDUBUFSPDFDPAWG |
| AWG                               | Aktive Wählergemeinschaft                   | 1,92    | –          | 8,1    | 1          | Kommunalwahl 2024 %403020100 30,74 %18,97 %18,24 %15,35 %11,57 %3,21 %1,92 % JBFWCDUBUFSPDFDPAWGGewinne und Verlusteim Vergleich zu 2019 %p 8 6 4 2 0 −2 −4 −6 −8+6,44 %p+4,37 %p+1,24 %p−4,55 %p+0,27 %p−1,69 %p−6,18 %pJBFWCDUBUFSPDFDPAWG |
| gesamt                            | gesamt                                      | 100,0   | 18         | 100,0  | 18         | Kommunalwahl 2024 %403020100 30,74 %18,97 %18,24 %15,35 %11,57 %3,21 %1,92 % JBFWCDUBUFSPDFDPAWGGewinne und Verlusteim Vergleich zu 2019 %p 8 6 4 2 0 −2 −4 −6 −8+6,44 %p+4,37 %p+1,24 %p−4,55 %p+0,27 %p−1,69 %p−6,18 %pJBFWCDUBUFSPDFDPAWG |
| Wahlbeteiligung                   | Wahlbeteiligung                             | 61,51 % | 61,51 %    | 61,9   | 61,9       | Kommunalwahl 2024 %403020100 30,74 %18,97 %18,24 %15,35 %11,57 %3,21 %1,92 % JBFWCDUBUFSPDFDPAWGGewinne und Verlusteim Vergleich zu 2019 %p 8 6 4 2 0 −2 −4 −6 −8+6,44 %p+4,37 %p+1,24 %p−4,55 %p+0,27 %p−1,69 %p−6,18 %pJBFWCDUBUFSPDFDPAWG |

### Bürgermeister
Ehemalige Gemeinde Oberuhldingen
- bis 1972: Anton Keßler

Ehemalige Gemeinde Unteruhldingen
- 1967–1972: Walter Bühler

Ehemalige Gemeinde Mühlhofen
- bis 1972: Eugen Schaible

Uhldingen-Mühlhofen
- 1972 (Amtsverweser): Walter Bühler
- 1972–1996: Karl-Heinz Weber (Freie Wähler)
- 1996–2004: Ralph Bürk (GRÜNE)
- 2004–2020: Edgar Lamm (CDU)
- seit 2020: Dominik Männle (parteilos)[8][9]

### Wappen
| Wappen der Gemeinde Uhldingen-Mühlhofen | Blasonierung: „Von Rot und Silber (Weiß) sechsfach geständert, in den roten Feldern je eine sechsblättrige silberne (weiße) Rose, in den silbernen (weißen) Feldern je drei blaue Wellenleisten übereinander.“ |
| Wappen der Gemeinde Uhldingen-Mühlhofen | Wappenbegründung: Die Gemeinde wurde am 1. Januar 1972 durch Vereinigung von Mühlhofen, Oberuhldingen und Unteruhldingen gebildet. Im Wappen sollen die drei roten Felder mit den drei silbernen Rosen an diese Orte erinnern. Ihre Lage am Wasser, nämlich am Bodensee beziehungsweise an der Seefelder Aach, wird durch die silbernen Felder mit den blauen Wellenleisten angedeutet. Das Innenministerium hat das Wappen samt der Flagge am 16. August 1973 verliehen. |

## Kultur und Sehenswürdigkeiten

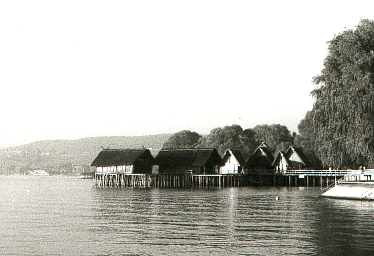
Pfahlbauten in Unteruhldingen

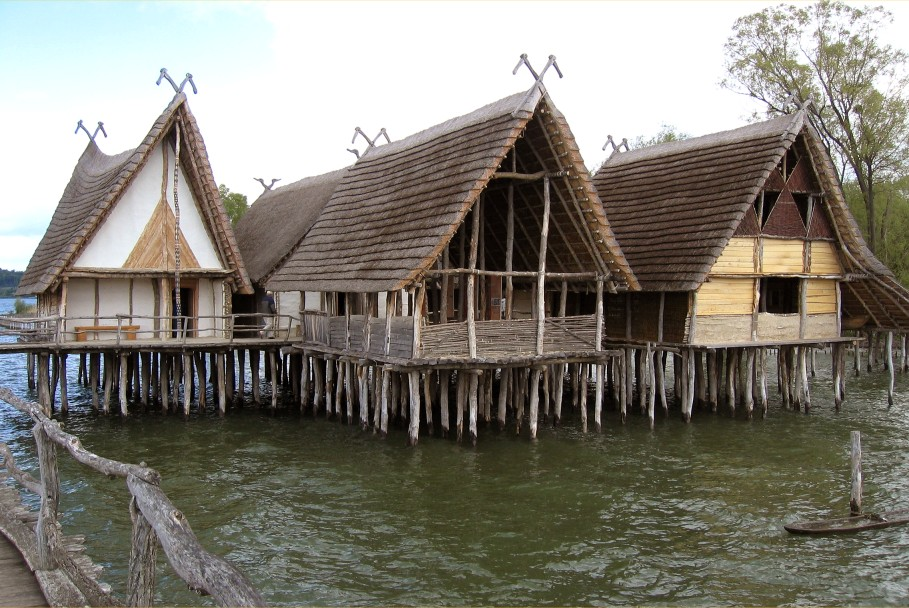
Rekonstruierte Pfahlbauten

### Wege
Parallel zum Seeufer führt der Bodensee-Radweg von Meersburg entlang des Ufers bis nach Unteruhldingen, durchquert dann das Naturschutzgebiet vor Seefelden und führt dann weiter nach Überlingen. Der Bodensee-Rundweg führt ebenfalls über Unteruhldingen und weicht teilweise vom Bodensee-Radweg ab. Aber auch der ufernähere Weg von Meersburg nach Überlingen kann von Wanderern benutzt werden. Des Weiteren gibt es den rund zwei Kilometer langen historischen Zeitweg, der 10.000 Jahre Landschafts- und Kulturgeschichte an über 20 Stationen widerspiegelt. Er beinhaltet steinzeitliche Versuchsanpflanzungen und Informationen von der Eiszeit bis in die Neuzeit.

### Museen
- Das Pfahlbaumuseum Unteruhldingen ist ein Freilichtmuseum, das archäologische Funde und Nachbauten von Pfahldörfern aus der Stein- und Bronzezeit präsentiert. Es stellt den touristischen Anziehungspunkt in der Gemeinde mit jährlich bis zu 300.000 Besuchern dar.[3] Die ersten Pfahlbauten waren Rekonstruktionen aus dem Jahr 1922, die auf Grundlage der Ausgrabungen im Moor bei Bad Schussenried und am Federsee gestaltet wurden. Die Idee zur Errichtung der ersten beiden Häuser in Unteruhldingen wurde vom örtlichen Bürgermeister Georg Sulger, vom Überlinger Stadtarchivar Victor Mezger und vom dortigen Amtsvorstand Hermann Levinger 1921 gefasst und unterstützt nach einem Vortrag Hans Reinerths über die Ausgrabungen am Federsee. Das Museum befindet sich seit seiner Gründung im Jahre 1922 in der Trägerschaft des Vereins für Pfahlbau- und Heimatkunde e. V., mit aktuell 710 Mitgliedern. Der wegen seiner Nazi-Vergangenheit umstrittene Archäologe Hans Reinerth leitete nach 1945 bis 1990 das Museum in Unteruhldingen. Seit 1990 ist der Archäologe Gunter Schöbel für das Museum mit angegliedertem Forschungsinstitut verantwortlich. 1996 erfolgte der Ausbau eines neuen Museums mit Archiv- und Ausstellungsräumen. Der Bestand an rekonstruierten Pfahlbauhäusern wuchs auch durch die Unterstützung mehrerer europäischer Projekte von 13 auf inzwischen 23.
Die Pfahlbauten gehören zum 2011 geschaffenen UNESCO-Welterbe Prähistorische Pfahlbauten um die Alpen.

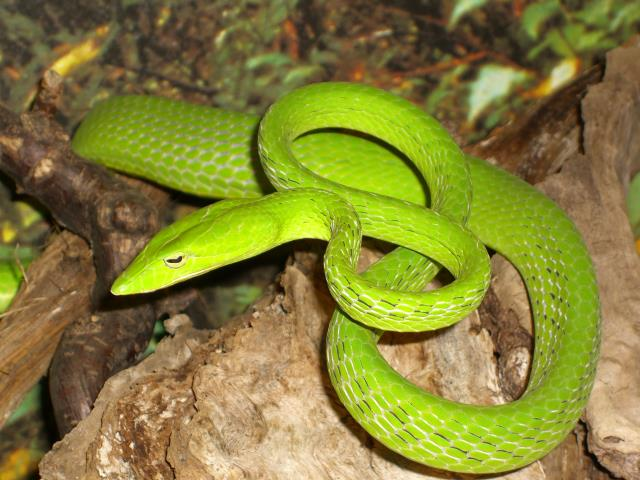
Baumschnüffler im Reptilienhaus

- Ebenfalls als Museum, allerdings mit lebenden Tieren, gilt das 1975 in Unteruhldingen gegründete und staatlich anerkannte Reptilienhaus, in dem Schlangen, Echsen und Spinnen gehalten werden. Zuerst war es im alten Schulgebäude untergebracht, das heute das Haus des Gastes beherbergt. Von 1993 bis 2005 war das Reptilienhaus in Sipplingen beheimatet, seit 2005 ist es in einem neuen Gebäude direkt am Ortsrandparkplatz in Unteruhldingen untergebracht. Das Reptilienhaus finanziert sich ausschließlich selbst über die Eintrittsgelder und den Verkauf von Souvenirs. Als Auffangstation für Reptilien hat das Haus über die Jahre immer mehr Tiere bekommen, die beschlagnahmt wurden, oder die der ursprüngliche Besitzer nicht mehr länger halten konnte oder wollte. Dass es allen Tieren hier sehr gut geht, ist auch am Alter der Tiere zu bemerken: Das älteste Tier, eine Kapkobra (Naja nivea), ist schon seit 1976 im Reptilienhaus.
- In der Spek’schen Fabrik in Mühlhofen, die jahrzehntelang eine Maschinenweberei war, hat sich ein Kulturbetrieb mit angeschlossener Gastronomie etabliert.[3]
- Das Auto & Traktor Museum besitzt über 350 mobile Exponate und stellt das Stadt- und Landleben der letzten 100 Jahre dar. Der Rundgang durch das Leben in der Stadt führt vorbei an eleganten Limousinen der 1920er und 1930er Jahre, Kleinwagen der Nachkriegszeit sowie größere Fahrzeuge der 1960er und 1970er Jahre. In der Abteilung Leben auf dem Lande erlebt man ein altes Bauerndorf, Schuhmacher, Böttcher und viele andere Handwerker. Es gibt auch eine alte Schule und ein Haushaltsgeschäft. Es werden typische Geschäfte aus der damaligen Zeit ausgestellt, außerdem verschiedene Wohnzimmer der jeweiligen Epoche. Angegliedert ist das Jägerhof Restaurant mit rund 200 Sitzplätzen im Ambiente eines alten Bauernhofs. Die Ausstellung befindet sich auf rund 10.000 Quadratmetern im Ortsteil Gebhardsweiler und ist seit Frühjahr 2013 geöffnet. Seit Frühjahr 2017 ist die Sammlung von Fritz B. Busch im Museum integriert.

### Bauwerke

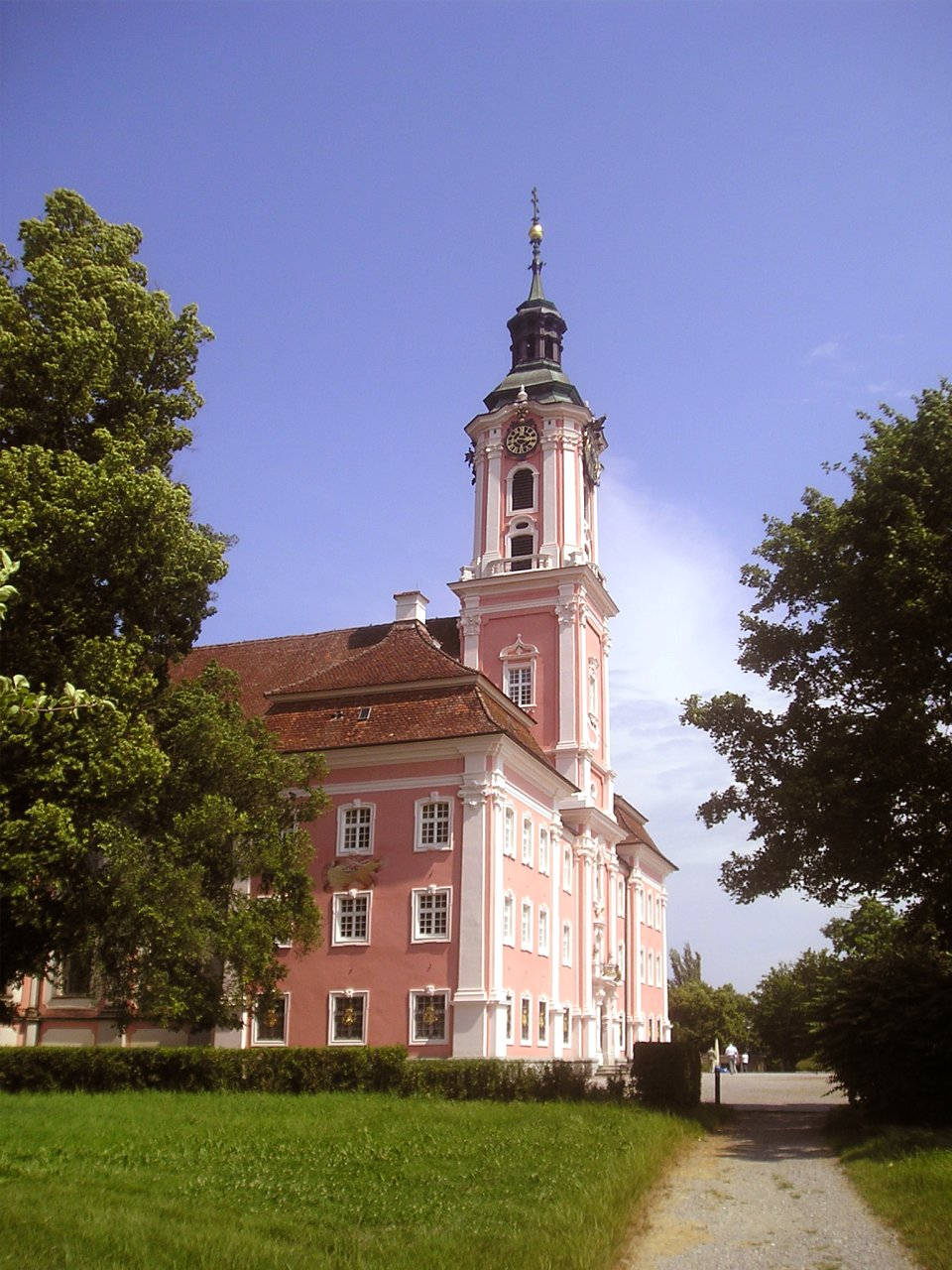
Die Wallfahrtskirche Birnau bei Maurach

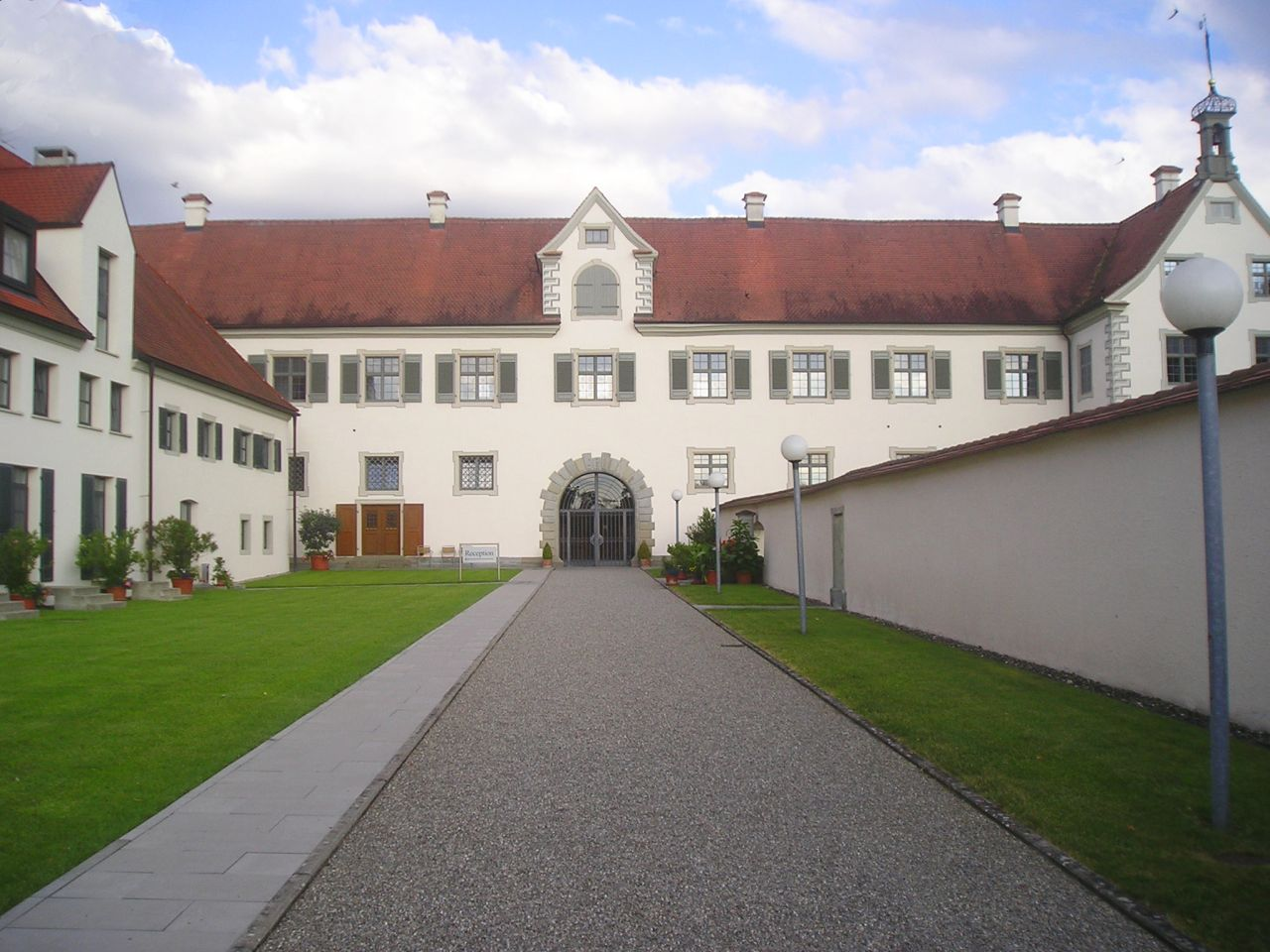
Schloss Maurach

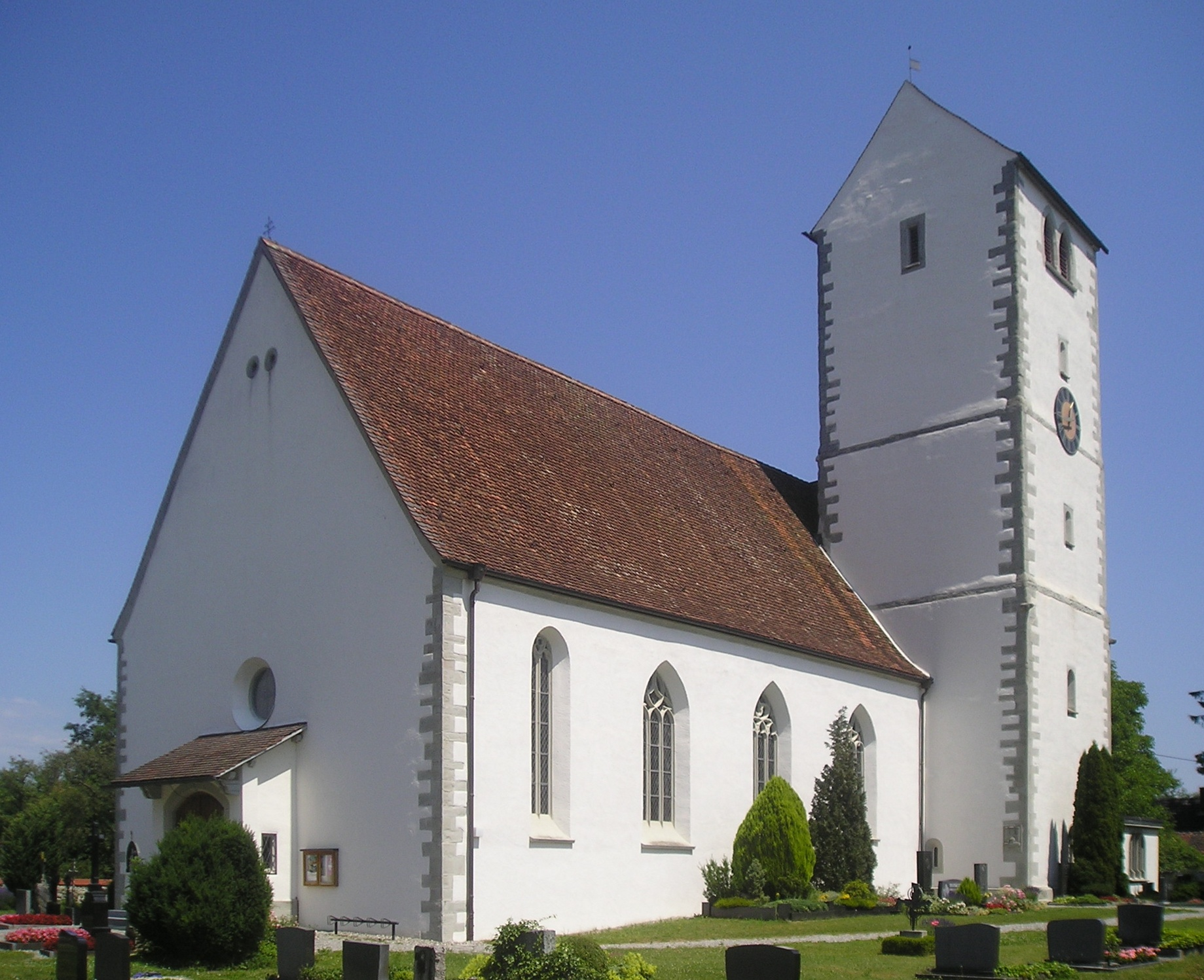
St. Martin in Seefelden

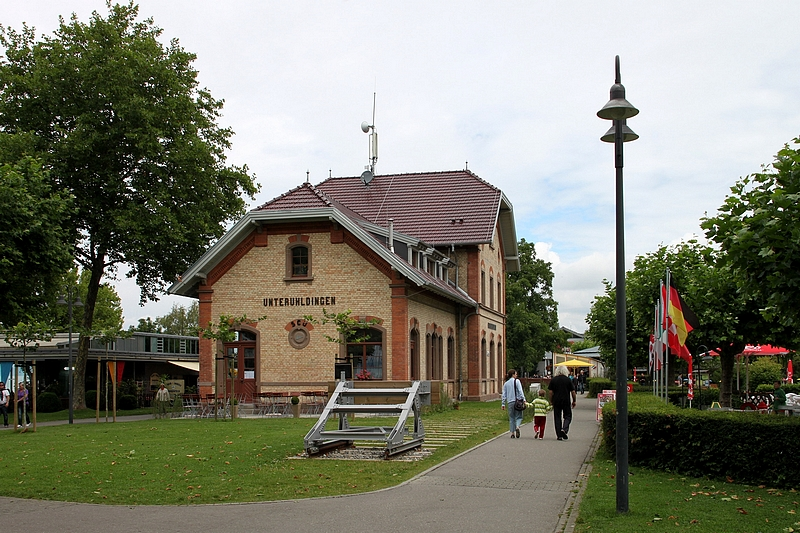
Ehemaliger Bahnhof Unteruhldingen

- Auf dem Gemeindegebiet liegt weithin sichtbar die Wallfahrtskirche Birnau, die Peter Thumb von 1746 bis 1759 für das nahe Kloster Salem errichtete. Der barocke Baustil, die prachtvolle Rokoko-Ausstattung durch Joseph Anton Feuchtmayer und Gottfried Bernhard Göz und die malerische Aussicht vom Kirchenvorplatz auf die Landzunge der Schiffs-Anlegestelle in Unteruhldingen, die Mainau und den See machen die Birnau zu einem Touristenziel am Bodensee.
- Das barocke Schloss Maurach unterhalb der Wallfahrtskirche diente einst dem Kloster als Wirtschaftsgebäude und Hafen sowie den Äbten als Sommersitz und wird heute als Tagungszentrum vermietet.
- Der Weiler Seefelden hat bis heute seinen dörflichen Charakter erhalten.[3] Die dortige Pfarrkirche St. Martin besitzt eine gotische Apsis (15. Jahrhundert) und ein Langhaus aus der Zeit um 1700. Der Turm, der älteste Teil der Kirche, stammt aus dem 12. Jahrhundert (Romanik). Der neugotische Flügelaltar stammt aus dem Jahr 1912 und stellt in neun Bildtafeln das Leben des Martin von Tours dar; die Beichtstühle wurden in Joseph Anton Feuchtmayers Werkstatt geschnitzt und standen bis 1806 in Birnau. Die Pfarrei Seefelden wurde möglicherweise bereits im 7. Jahrhundert gegründet. Urkundlich erwähnt wurde sie erstmals 1165.[3]
- Die Ortskapelle von Unteruhldingen stammt aus dem Jahr 1505. Hier steht ein barocker Hochaltar, der sich ursprünglich in Seefelden befand, sowie einige Holzschnitzfiguren aus der Bauzeit. Sie war früher der Gemeinde Seefelden untergeordnet.
- Das historische Unteruhldinger Rathaus, einst Badehaus, stammt ebenfalls aus dem 16. Jahrhundert.
- Auch Oberuhldingen besitzt mit der St.-Wolfgangs-Kapelle eine historische Sehenswürdigkeit aus dem 16. Jahrhundert. Der Salemer Abt Stephan I. Jung ließ sie um 1711 im Stil des Barock ausstatten; das Altarbild zeigt eine Ansicht des Klosters Salem.
- Die Anfang der 1960er Jahre gebaute Kapelle auf dem Friedhof im Ortsteil Mühlhofen wurde 2011 abgerissen und durch einen rund 400.000 Euro teuren Neubau ersetzt.[11]
- In Mühlhofen steht das historische Gasthaus Zum Sternen, das 1788 von Abt Robert zu Salem im Stil des Spätbarock mit einem dreigeschossigen Walmdach erbaut wurde. Der heutige Gasthof war ursprünglich eine Filiale des Klosters Salem. Der dreigeschossige Dachboden wurde zur Trocknung des in diesem Haus hergestellten Papiers genutzt.[12] Das Papier aus der Mühlhofer Papiermühle galt als besonders hochwertig. Außer dem einfachen Handpapier wurde außerdem das feine und mit einem Wasserzeichen versehenen Papier für das Salemer Skriptorium aus Lumpen hergestellt. Das Wappen des Salemer Abtes Robert Schlecht ziert noch heute die Fassade des Hotels. Das Haus verfügt auch heute noch über weit reichende Gewölbe und außerdem immer noch den drei Stockwerke hohen Dachboden. Ende des 18. Jahrhunderts begann man hier mit der Bierherstellung. Den Schankraum, in dem verbilligtes Bier ausgeschenkt wurde, nannte man wegen des Sterns, der den Raum kennzeichnete, Sternen, denn die Vermählung von Wasser und Feuer als übereinander liegende Dreiecke bildete einen Stern. Aus diesem Grund tragen viele Gasthäuser im süddeutschen Raum diesen Namen.

### Gedenkstätten
Während der Zeit des Nationalsozialismus wurde von Häftlingen des KZ Dachau in der Nähe von Überlingen eine Außenstelle des Konzentrationslagers (KZ Aufkirch) errichtet. Die Häftlinge arbeiteten in Zwangsarbeit in Überlingen von Oktober 1944 bis April 1945 an ausgedehnten unterirdischen Anlagen, z. B. am Goldbacher Stollen, in dem Friedrichshafener Rüstungsbetriebe vor Bombardierungen der Alliierten geschützt sein sollten.
Von den mindestens 168 Häftlingen, welche die Bauzeit nicht überlebten, liegen 97 auf dem KZ-Friedhof Birnau etwa 200 Meter östlich der Wallfahrtskirche Birnau oberhalb der Bundesstraße 31 begraben. Dieser KZ-Friedhof ist ab dem Parkplatz oberhalb der Wallfahrtskirche Birnau entlang der B 31 zu Fuß zu erreichen.
Die Namen der toten KZ-Häftlinge wurden soweit bekannt im Buch Der Stollen von Oswald Burger zum Gedenken und zum Nachforschen für unbekannte Angehörige aufgeführt. Durch den Goldbacher Stollen an der Oberen Bahnhofstraße wird einmal im Monat eine Führung durchgeführt.

### Gemälde von Unteruhldingen
- Waldemar Flaig: Landschaft bei Unteruhldingen. Im Archiv der Kunstsammlung Bodenseekreis in Schloss Salem.

### Regelmäßige Veranstaltungen
Neben der traditionsreichen Fastnacht gibt es im Jahresverlauf unter anderem den Pfahlbau-Marathon (Mai), das Hafenfest (Juli) und den Fischerhock (September).

## Wirtschaft und Infrastruktur

### Wirtschaft
Rund 12 km² des Gemeindegebietes werden noch land- und forstwirtschaftlich genutzt, wobei in der Landwirtschaft der Obst- und Weinbau vorherrscht. In der Gemeinde Uhldingen-Mühlhofen gibt es 25 Kleinbrenner (Stand: Dezember 2011).
Ein Teil der erwerbstätigen Bevölkerung pendelt in die umliegenden größeren Städte, etwa Überlingen und Friedrichshafen. Vor Ort arbeiten die Einwohner hauptsächlich im mittelständischen Gewerbe, wobei sich der Schwerpunkt seit Jahren kontinuierlich vom produzierenden zum Dienstleistungsgewerbe verschiebt. Insbesondere spielt der Tourismus eine wichtige Rolle.

### Verkehr

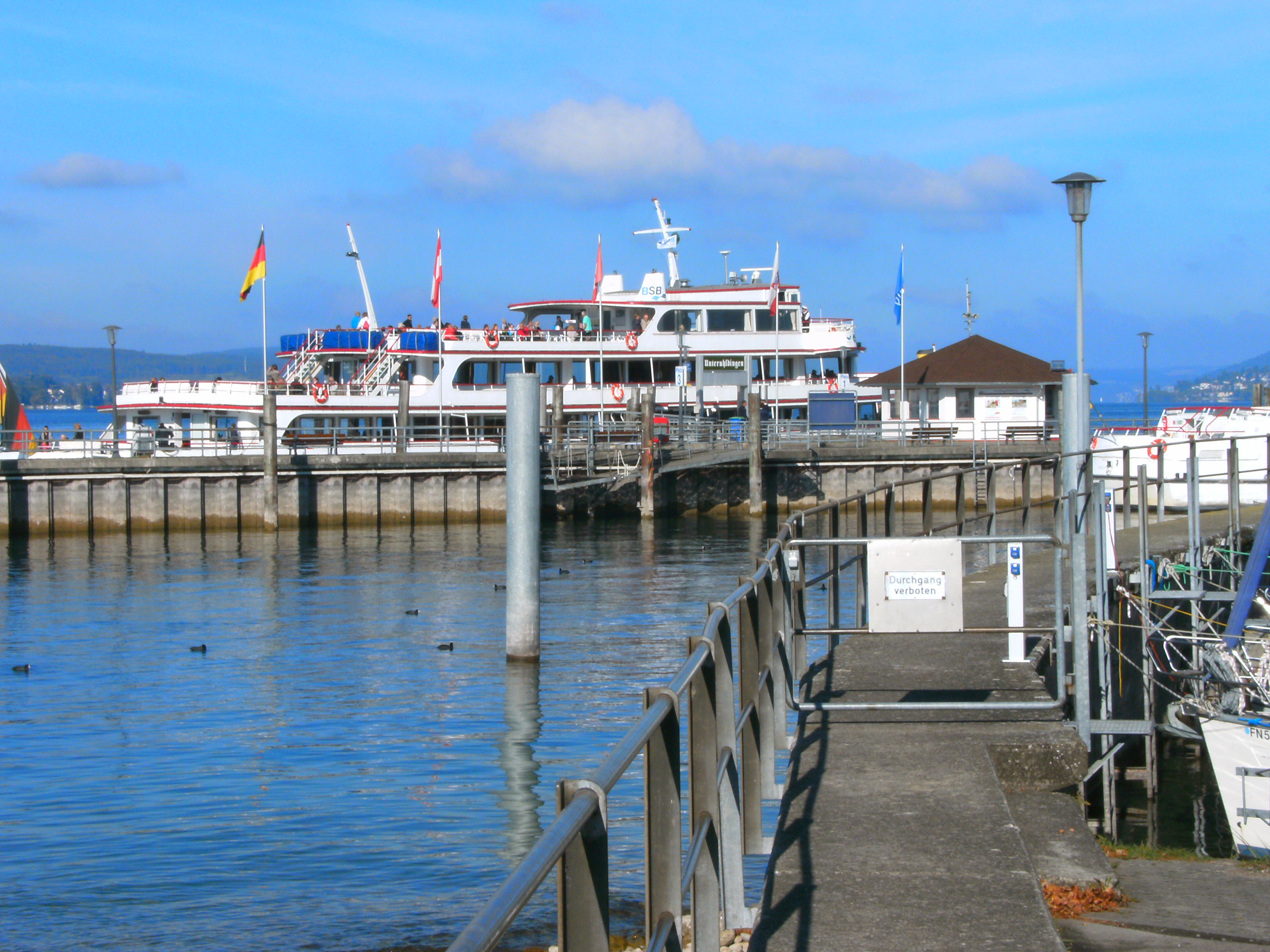
Unteruhldingen. Hafen mit Passagierschiff der Bodensee-Schiffsbetriebe

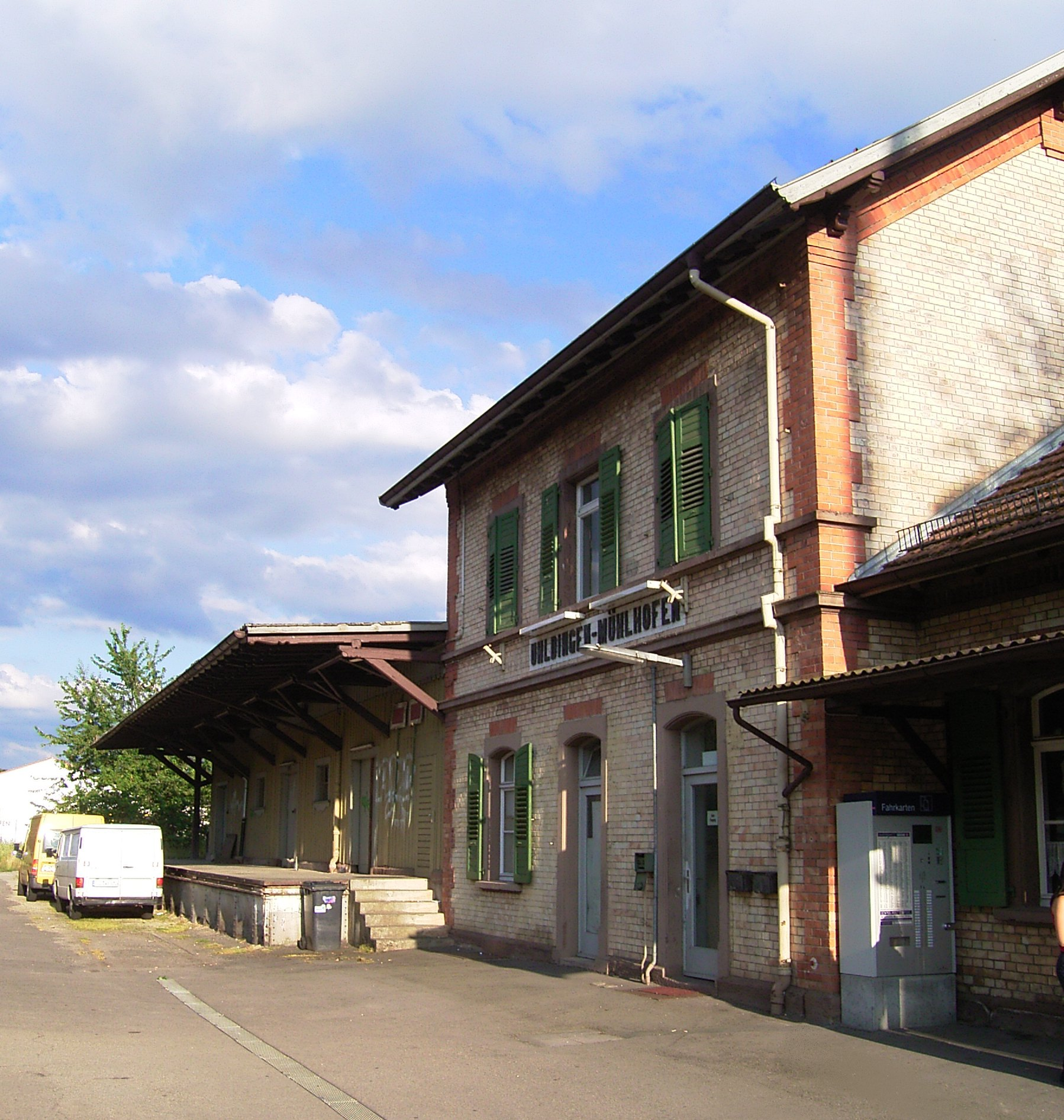
Bahnhof Uhldingen-Mühlhofen

Uhldingen-Mühlhofen liegt an der Bundesstraße 31. Der ursprüngliche Verlauf in Seenähe wurde westlich von Oberuhldingen um 1950 und in Richtung Meersburg Mitte der 1980er Jahre auf eine neue, breitere Trasse verlegt. Der verkehrsberuhigte Erholungsort Unteruhldingen liegt heute abseits vom Durchgangsverkehr an der wesentlich weniger befahrenen Meersburger Straße entlang des Seeufers. Durch den Teilort Oberuhldingen läuft die Bundesstraße mit Verkehrslärmschutz.
Die Gemeinde wird auch von den Zügen der Deutschen Bahn auf der Bahnstrecke Stahringen–Friedrichshafen, der sogenannten Bodenseegürtelbahn, bedient. Der Bahnhof befindet sich im Ortsteil Oberuhldingen. Von 1901 bis 1950 stellte eine Nebenbahn den Anschluss nach Unteruhldingen her. Mehrere Buslinien verbinden heute Uhldingen-Mühlhofen mit Salem, Überlingen, Friedrichshafen, Meersburg und anderen Nachbargemeinden. Die Gemeinde gehört zum Bodenseekreis und liegt somit im Bodensee-Oberschwaben Verkehrsverbund (bodo).
Die Schiffe der Bodensee-Schiffsbetriebe befördern Passagiere von Konstanz über Meersburg und Unteruhldingen nach Überlingen. Insbesondere gibt es eine Verbindung zur Insel Mainau. Der Hafen in Unteruhldingen liegt in einer geschützten Bucht.
Durch eine Alltagsroute aus dem Radnetz Baden-Württemberg ist die Gemeinde mit Überlingen und in der anderen Richtung über Meersburg, Hagnau und Immenstaad  mit Friedrichshafen verbunden.
Als direkt am See liegende Gemeinde ist Uhldingen-Mühlhofen auch Station des Bodensee-Radwegs. Er ist auf der Nordseite des Sees auch ein Teil der D-Route 8 (Rhein-Route).

### Öffentliche Einrichtungen

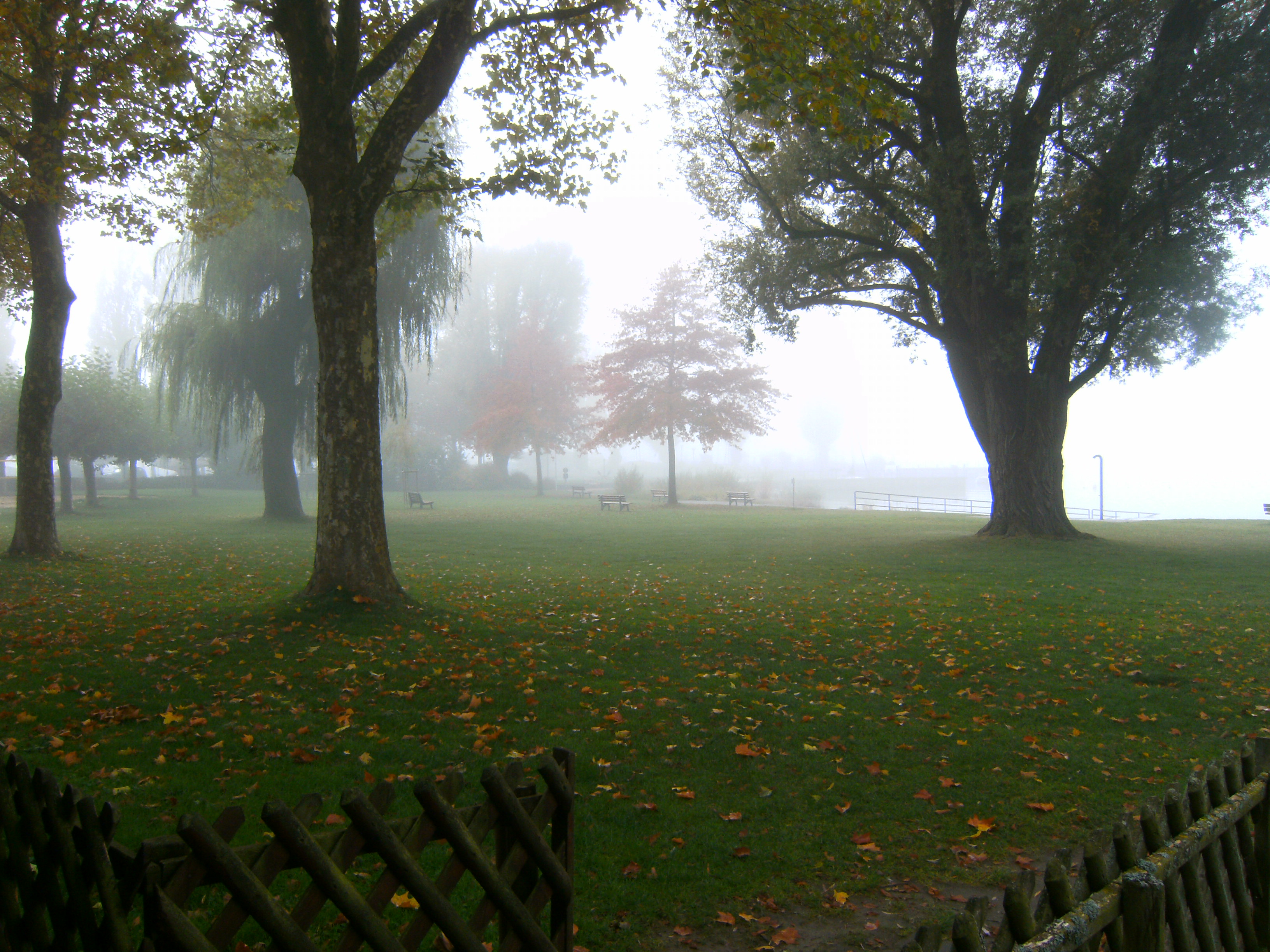
Unteruhldingen, Ortsteil von Uhldingen-Mühlhofen: Strandbad am Bodensee im Nebel

Neben Sport- und Freizeiteinrichtungen zählt zur Infrastruktur der Gemeinde eine Kinderbetreuung, Schule, Musikschule, Bücherei und ein Naturstrand. Im Ortsteil Mühlhofen befindet sich das Hallenbad und die Sporthalle.

## Persönlichkeiten

### Ehrenbürger
- 1996: Karl-Heinz Weber, Bürgermeister
- 2020: Hans Joachim Jaeger, langjähriger Gemeinderat und 1. Bürgermeisterstellvertreter

### Weitere Persönlichkeiten
- Der Maler Otto Antoine (1865–1951) lebte und arbeitete seit dem Zweiten Weltkrieg in Unteruhldingen, wo er auch starb.
- 1857/58: Stephan Schuhmacher baute gemeinsam mit Eduard Hieber die Orgel für die Katholische Pfarrkirche St. Martin.
- Von 1948 bis 1968 wohnte Rudolf Hagelstange in Unteruhldingen.
- Hans Walter Berg (1916–2003), Journalist und erster Asienkorrespondent der ARD, hatte von 1962 bis 2003 seinen Wohnsitz in Uhldingen.[16]
- Thomas Gleixner (* 1962, Linux-Kernel-Entwickler) lebt in Uhldingen-Mühlhofen.